# Silicikum

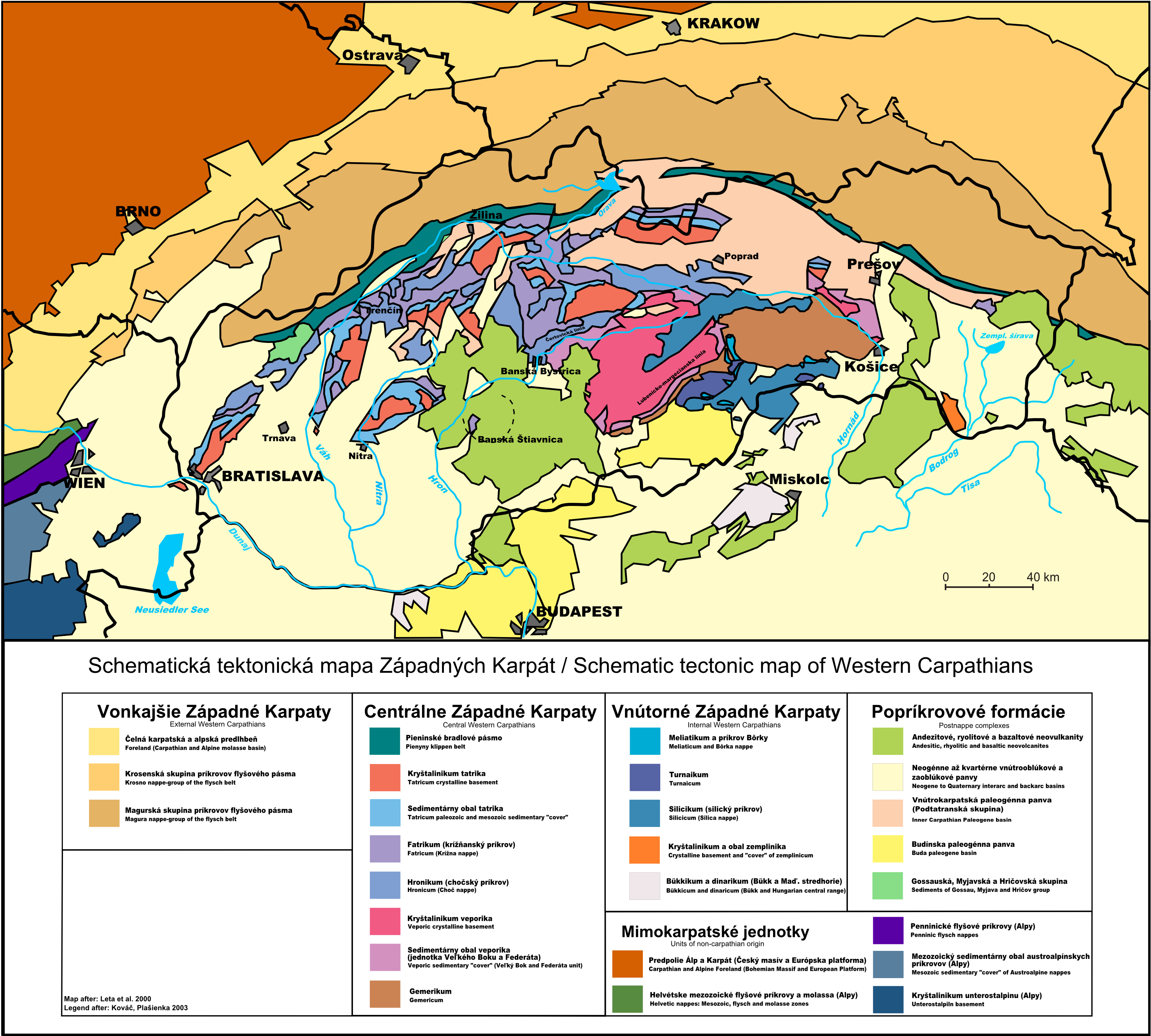
Geologická mapa Slovenska

Silicikum nebo Silický příkrov je tektonická superjednotka Západních Karpat, skládající se z více příkrovových těles. Tvoří ho příkrovy Drienocký, Muránský, Vernarský, Stratenský, Besnícký a Silický (včetně Opatské a Radzímské trosky) a Bodvanský (v Aggteleckém krasu a v pohoří Rudabánya v Maďarsku). Silicikum tvoří planiny Slovenského krasu (Muránská, Silická, Plešivecká) jižně od gemerika a v Stratenské hornatině (Slovenský ráj) a pásmu Galmusu.
Názory na jeho stavbu a vývoj nejsou jednotné. Podle starších názorů spolu s hronikem tvoří část vějíře nasunutého na sever i jih z Lubenicko-margecianské linie po srážce gemerika a veporika. V takovém případě by mohly být jeho součástí i další vyšší subtatranské příkrovy (Strážovský a Veternický). Jiné teorie naznačují, že silicikum může být sklouznutou částí gemerika. Podle novějších názorů pochází z oblasti jižně od gemerika, kde tvořilo šelf Meliatského oceánu a později bylo při jeho uzavření přesunuto na sever. Otázkou však zůstává zda se nacházelo v jižní nebo severní části šelfu meliatika. Silicikum překrývá příkrovy turnaika a meliatika.
Názvy silicikum i silický příkrov jsou odvozeny od Silické planiny. Silický příkrov byl poprvé definován roce 1973 v práci H. Kozura a R. Mocka. Termín silicikum zavedl Ján Mello. Původně se předpokládalo, že jde o autochtonní horniny gemerika.
Příkrovy silicika jsou podobné juvavickým příkrovům Severních vápencových Alp.

## Geologická stavba
Spodní část silicika tvoří horniny předriftového stadia. Nejspodnější je perkupská formace. Tvoří ji pískovce a evapority, které se usazovaly od vrchního permu po spodní trias. Z tohoto období je z oblasti východně od Telgártu známé rozsáhlé těleso alkalických ryolitů, zřejmě souvisejících s riftingem meliatika. Nadložní verfénské břidlice tvoří pestré souvrství jílovitých břidlic, pískovců až slínovců. Příkrovy silicika se odlepily právě na souvrstvích těchto břidličnatých hornin.
Nejvýznamnější část silicika je budována vápenci svérázné facie jihoalpského typu, usazovaly se ve stádiu karbonátové platformy. V období geologického věku anis ve středním triasu nejprve tmavé gutenštejnské vápence, následně se od vrchního anisu až po věk nor usadily mocné vrstvy (až 1200 m) bílých organodetritických vápenců wettersteinské facie (tyto vápence mají různé regionální názvy podle alpských oblastí jako steinalmské, schreyalmské, halstattské atd.). Obecně jde o mělkovodní vápence s velkým množstvím fosilií. Ve spodní juře (lias) došlo v siliciku k hiátu v sedimentaci.
Výše se nacházejí, už jen řídce zachované sedimenty, které po hiátu přecházejí do mělkovodních krinoidových vápenců. Po nich sedimentovaly naopak hlubokovodní adnetské hlíznaté vápence, jílovité vápence (tzv. fleckenmergel) a radiolarity. Souvislý sedimentární záznam ukončují mělkovodní uloženiny ve vrchní juře - oxfordu. Mladší horniny představovala již potektonická gosauská skupina.